# 애리조나 선독스
| 애리조나 선독스         |                                     |
| 콘퍼런스                | 서던 콘퍼런스 (2007년~2010년)       |
| 디비전                  | 사우스웨스트 디비전 (2006년~2007년) |
| 설립연도                | 2006년                              |
| 해체연도                | 2014년                              |
| 역사                    | 애리조나 선독스 (2006년~2014년)     |
| 경기장                  | 팀즈 도요타 센터                    |
| 연고지                  | 애리조나주 프레스콧 밸리            |
| 상징색                  | 검정, 빨강, 하양, 은, 금            |
| 정규시즌 우승           | -                                   |
| 콘퍼런스 우승           | 1 (2008)                            |
| 디비전 우승             | 1 (2008)                            |
| 레이 미론 프레지던트 컵 | 1 (2008)                            |
| 영구 결번               | -                                   |

애리조나 선독스(Arizona Sundogs)는 미국 애리조나주 프레스콧 밸리를 연고지로 하는 2006년부터 2014년까지 CHL 소속 아이스 하키팀이 있었다.

## 역대 홈경기장
| 경기장           | 사용기간      | 수용인원 | 장소                     | 비고 |
| ---------------- | ------------- | -------- | ------------------------ | ---- |
| 애리조나 선독스  |               |          |                          |      |
| 팀즈 도요타 센터 | 2006년~2014년 | 4,810명  | 애리조나주 프레스콧 밸리 | 빈칸 |